# Tina Garabedian
Tina Garabedian, orm. Թինա Կարապետյան (ur. 13 czerwca 1997 w Montrealu) – ormiańsko-kanadyjska łyżwiarka figurowa pochodzenia libańskiego, startująca w parach tanecznych z Simonem Proulx-Sénécalem. Uczestniczka igrzysk olimpijskich (2022), uczestniczka mistrzostw świata i Europy, medalistka zawodów z cyklu Challenger Series, mistrzyni Armenii (2016).

## Osiągnięcia

### Z Simonem Proulx-Sénécalem (Armenia)
| Zawody                              | 15–16          | 16–17          | 17–18          | 18–19          | 19–20          | 20–21          | 21–22          |                |                |                |                |                |                |                |                |                |                |
| Międzynarodowe                      | Międzynarodowe | Międzynarodowe | Międzynarodowe | Międzynarodowe | Międzynarodowe | Międzynarodowe | Międzynarodowe | Międzynarodowe | Międzynarodowe | Międzynarodowe | Międzynarodowe | Międzynarodowe | Międzynarodowe | Międzynarodowe | Międzynarodowe | Międzynarodowe | Międzynarodowe |
| ----------------------------------- | -------------- | -------------- | -------------- | -------------- | -------------- | -------------- | -------------- | -------------- | -------------- | -------------- | -------------- | -------------- | -------------- | -------------- | -------------- | -------------- | -------------- |
| Zimowe igrzyska olimpijskie         |                |                |                |                |                |                | 18             |                |                |                |                |                |                |                |                |                |                |
| Mistrzostwa świata                  | 27             | 25             | 22             |                | C              | WD             | 14             |                |                |                |                |                |                |                |                |                |                |
| Mistrzostwa Europy                  | 18             | 19             | 19             |                | 17             | C              | 13             |                |                |                |                |                |                |                |                |                |                |
| GP Rostelecom Cup                   |                |                |                | WD             |                |                |                |                |                |                |                |                |                |                |                |                |                |
| CS Autumn Classic International     |                |                |                |                |                |                | WD             |                |                |                |                |                |                |                |                |                |                |
| CS Golden Spin Zagrzeb              | 3              | 11             | 15             |                |                |                |                |                |                |                |                |                |                |                |                |                |                |
| CS Ice Challenge                    | 6              |                |                |                |                |                |                |                |                |                |                |                |                |                |                |                |                |
| CS Nebelhorn Trophy                 |                |                | 8              |                |                |                | 4              |                |                |                |                |                |                |                |                |                |                |
| CS U.S. International Classic       |                | 9              | 6              |                |                |                |                |                |                |                |                |                |                |                |                |                |                |
| CS Warsaw Cup                       |                | 5              |                |                | 8              |                |                |                |                |                |                |                |                |                |                |                |                |
| Lake Placid Ice Dance International |                |                |                |                |                |                | 2              |                |                |                |                |                |                |                |                |                |                |
| Bavarian Open                       | 2              |                |                |                |                |                |                |                |                |                |                |                |                |                |                |                |                |
| Mentor Toruń Cup                    |                |                |                |                | 3              |                |                |                |                |                |                |                |                |                |                |                |                |
| Santa Claus Cup                     |                |                |                |                | 2              |                |                |                |                |                |                |                |                |                |                |                |                |
| Krajowe                             |                |                |                |                |                |                |                |                |                |                |                |                |                |                |                |                |                |
| Mistrzostwa Armenii                 | 1              |                |                |                |                |                |                |                |                |                |                |                |                |                |                |                |                |

### Z Alexandre Laliberté (Kanada, Armenia)
|                                       | Kanada | Armenia |
| Zawody                                | 13–14  | 14–15   |
| Międzynarodowe: Kategorie młodzieżowe |        |         |
| Mistrzostwa świata juniorów           |        | 16      |
| JGP w Czechach                        |        | 7       |
| JGP w Niemczech                       |        | 7       |
| Santa Claus Cup                       |        | 7 J     |
| Krajowe                               |        |         |
| Mistrzostwa Kanady                    | 9 J    |         |

## Programy
Tina Garabedian / Simon Proulx-Sénécal
| Sezon   | Taniec rytmiczny (RD) | Taniec dowolny (FD)                                                                                                |
| ------- | --- | --- |
| 2020–21 | - Mamma Mia! medley: - Mamma Mia – Meryl Streep, Julie Walters, oryg. ABBA - Swing: Honey, Honey – Amanda Seyfried, oryg. ABBA - Quickstep: Take a Chance on Me – Julie Walters, oryg. ABBA - Fokstrot: Dancing Queen – Meryl Streep, Julie Walters, Christine Baranski oryg. ABBA choreografia: Romain Haguenauer | - Autumn Leaves – Joesph Kosma, Johnny Mercer - Luck Be a Lady – Frank Loesser choreografia: Marie-France Dubreuil |
| 2019–20 | - Mamma Mia! medley: - Mamma Mia – Meryl Streep, Julie Walters, oryg. ABBA - Swing: Honey, Honey – Amanda Seyfried, oryg. ABBA - Quickstep: Take a Chance on Me – Julie Walters, oryg. ABBA - Fokstrot: Dancing Queen – Meryl Streep, Julie Walters, Christine Baranski oryg. ABBA choreografia: Romain Haguenauer | - Autumn Leaves – Joesph Kosma, Johnny Mercer - Luck Be a Lady – Frank Loesser choreografia: Marie-France Dubreuil |